# Scorțeni (gmina w okręgu Bacău)
Scorțeni – gmina w Rumunii, w okręgu Bacău. Obejmuje miejscowości Bogdănești, Florești, Grigoreni, Scorțeni, Stejaru i Șerpeni. W 2011 roku liczyła 2676 mieszkańców.